# Snjatyn
Snjatyn (ukrainsk: Сня́тин, tr. Snjátyn, ukrainsk udtale: [ˈsʲnʲaten]  ( hør); polsk: Śniatyn; rumænsk: Sneatîn; jiddisch: שניאַטין) er en by i den vestlige del af Ukraine.
Snjatyn er beliggende langs Prut-floden i Kolomyja rajon i Ivano-Frankivsk oblast. Snjatyn er sæde for administrationen af Snjatyn by-hromada, en af hromadaerne i Ukraine. Byen har en befolkning på omkring 9.844 (2021).
I mellemkrigstiden var den en jernbanegrænseovergang mellem Anden polske republik og Kongeriget Rumænien.

## Galleri
- Shevchenko-gaden i Snjatyn
- Kristi Himmelfartskirken
- Romersk Katolsk Kirke
- Ærkeenglen Mikaels Mirakel-kirke på Colassai